# Seriphus politus
Seriphus politus - gatunek morskiej ryby okoniokształtnej z rodziny kulbinowatych, jedyny przedstawiciel rodzaju Seriphus.

## Występowanie
Wschodnia część Oceanu Spokojnego.

## Charakterystyka
Dorasta do 30 cm długości.

## Znaczenie gospodarcze
Bywa poławiana na niewielką skalę.